# Rivière Bell
Pour les articles homonymes, voir Bell.
La rivière Bell est un affluent de la rive sud du lac Matagami lequel se déverse dans la rivière Nottaway qui est un affluent de la Baie de Rupert. La rivière Bell coule en régions de l'Abitibi-Témiscamingue et de la Eeyou Istchee Baie-James, dans la région administrative du Nord-du-Québec, au Québec, au Canada.
La surface de la rivière est généralement gelée de la mi-novembre à la mi-mai. La rivière Bell traverse la Réserve de biodiversité projetée du lac Taibi, situé entre la confluence de la rivière Baptiste et la confluence de la rivière des Indiens.

## Géographie

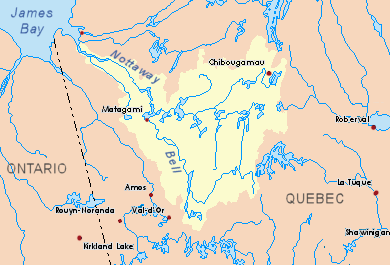
Bassin versant de la Nottaway

Les bassins versants voisins de la rivière Bell sont :
- Côté nord : lac Matagami ;
- Côté est : lac Olga, lac Quévillon, rivière Delestres ;
- Côté sud : rivière Mégiscane, rivière des Outaouais, Lac Villebon, lac Guéguen, lac Tiblemont ;
- Côté ouest : rivière Laflamme, rivière Allard, rivière Bigniba, rivière Daniel.

La rivière Bell prend naissance en Abitibi, à l'embouchure du Tiblemont (altitude : 314 m). Le lac Tiblemont reçoit ses eaux du ruisseau du côté est du ruisseau Guillemette et du ruisseau Valentin ; du côté sud, de la rivière Louvicourt ; et de l'ouest du lac Pascalis.
À partir de l'embouchure du lac Tiblemont, la rivière Bell coule sur 230,2 km selon les segments suivants :

### Partie supérieure de la rivière Bell
- vers le nord, jusqu'au pont du chemin de fer du Canadien National qui enjambe la rivière à Senneterre ;
- vers le nord, en traversant le lac Senneterre (altitude : 302 m) sur sa pleine longueur ;
- vers le nord, en traversant le Chenal de l'Épinette ;
- vers le nord, en traversant le lac Parent (altitude : 301 m). Note : Le lac Parent reçoit les eaux du côté est de la rivière Senneterre, la rivière Mégiscane, la rivière Brassier, la rivière du Hibou et de la rivière Robin. Du côté ouest, il reçoit les eaux de la rivière Boucane, du ruisseau Raymond et du ruisseau Vigano.

### Partie intermédiaire de la rivière Bell
À partir du lac Parent, la rivière Bell coule :
- vers le nord-ouest, puis le nord, jusqu'à la confluence de la rivière Taschereau (venant du sud) ;
- vers le nord, en traversant une zone de marais, jusqu'au chemin de fer où se situe la confluence de la rivière Tonnancour ;
- vers l'ouest, en traversant les chutes Kiask, jusqu'à la confluence de la rivière Quévillon (venant du nord-est) ;

### Partie inférieure de la rivière Bell
À partir de la confluence de la rivière Quévillon, la rivière Bell coule :
- vers l'ouest, en traversant le Rapide des Cèdres, jusqu'au pont de la route 113 ;
- vers le sud-ouest, puis vers le nord, en recueillant les eaux de la rivière Laas (venant du sud-ouest) et de la rivière Kâk (venant du sud-ouest), les Rapides Stingway, les Rapides Pipestone, les Rapides Wâckkobak et les Petits rapides Kâk, jusqu'au pont routier ;
- vers le nord en recueillant les eaux de la rivière Wedding (venant de l'est), jusqu'à la confluence de la rivière Laflamme (venant du sud-ouest) ;
- vers le nord-ouest, jusqu'au pont d'une route forestière ;
- vers le nord-ouest, jusqu'à la rivière Kâwâcebîyak  (venant du sud-est) ;
- vers l'ouest en traversant le lac Taibi formé par une élargissement de la rivière et recueillant les eaux de la rivière Daniel (venant du sud) ;
- vers le nord en recueillant les eaux de la rivière des Indiens (venant du sud-ouest) jusqu'au pont du chemin de fer ;
- vers le nord-ouest en traversant les Rapides de l'Île et en formant une courbe vers le nord en début de segment, en traversant une zone de marais (côté sud-ouest) et en passant devant la base d'hydravion de Matagami, jusqu'au pont de la route 109 qui traverse la ville de Matagami ;
- vers le nord-ouest jusqu'à sa confluence[2].

Finalement, après une longue course d'environ 250 km, la rivière Bell vient gonfler les eaux du lac Matagami, à la hauteur du hameau de Rivière-Bell et de la ville de Matagami.
Au nord de ce plan d'eau, elle reprend son cours jusqu'à la baie James sous le nom de Nottaway, nom qui la désignait autrefois sur toute sa longueur. La Bell, dont la superficie du bassin-versant atteint 22 222 km2, est parsemée de nombreux rapides et de grandes îles, Canica et Bancroft, qui émergent près de l'embouchure. L'Organisme de bassin versant Abitibi-Jamésie (OBVAJ) est chargé de la gestion intégrée de ce bassin versant drainé par la rivière Bell.

## Principaux affluents
Rive gauche :(en ordre à partir de l'embouchure)
- Rivière Daniel,
- Rivière Kâwâcebîyak qui recueille les eaux de la Rivière Bigniba
- Rivière Laflamme qui recueille les eaux des rivières Bernetz et Castagnier

Rive droite :(en ordre à partir de l'embouchure)
- Rivière Cuvillier
- Rivière Robin
- Rivière du Hibou
- Rivière Mégiscane
- Rivière Senneterre
- Rivière Louvicourt
- Rivière Delestres

## Histoire
Les Algonquins utilisent l'appellation "Nadowe Sibi", signifiant rivière des Iroquois, pour désigner la rivière Bell.
Ce toponyme aurait été attribué par le géologue Robert Bell lui-même (1841-1917), lorsqu'il emprunta cette rivière en 1896.
Le toponyme « rivière Bell » a été officialisé le 5 décembre 1968 à la Commission de toponymie du Québec.